# 山香圓矢盾介殼蟲
山香圓矢盾介殼蟲（学名：Unaspis turpiniae）为盾介殼蟲科矢盾介殼蟲屬下的一个种。